# Иван Месаров
Иван Месаров, известен като Иван Месара, е български революционер, деец на Вътрешната македоно-одринска революционна организация.

## Биография
Месаров е роден в 1858 година в радовишкото село Подареш, тогава в Османската империя. Става член на ВМОРО и влиза в близкия кръг на Гоце Делчев. От 1898 година е нелегален четник. Четник е при Илия Маказлиев. По-късно става самостоятелен войвода в родното си Радовишко, като обслужва канала от Кюстендилския пункт през Вардар за Западна Македония. Убит е от сръбските власти през Междусъюзническата война в 1913 година. Месаров е баща на войводата на ВМРО Ставруш Месаров.